# Madona Litta
Madonna Litta este o pictură de la sfârșitul secolului al XV-lea atribuită lui Leonardo da Vinci care o înfățișează pe Fecioara Maria și pe Iisus Hristos ca bebeluș. Este expusă la Muzeul Ermitaj din Sankt Petersburg, Rusia.
Există multe replici ale operei create de alți pictori renascentiști. O schiță preliminară a capului Fecioarei desenată de Leonardo se află la Muzeul Luvru din Paris. Unii cercetători consideră că nu este opera lui Leonardo ci a elevului său Giovanni Antonio Boltraffio, în principal din cauza poziției ciudate a copilului. A fost pictată în anii 1480 pentru casa de Visconti din Milano, urmând ca mai târziu să ajungă la familia Litta, unde a rămas timp de câteva secole. În 1865, Alexandru al II-lea al Rusiei a achiziționat-o de la Contele Litta și a depozitat-o în Muzeul Ermitaj, loc în care se află și astăzi. Muzeul a transferat pictura de pe lemn pe pânză. A apărut și în filmul din 2006, Codul lui Da Vinci.

## Descriere

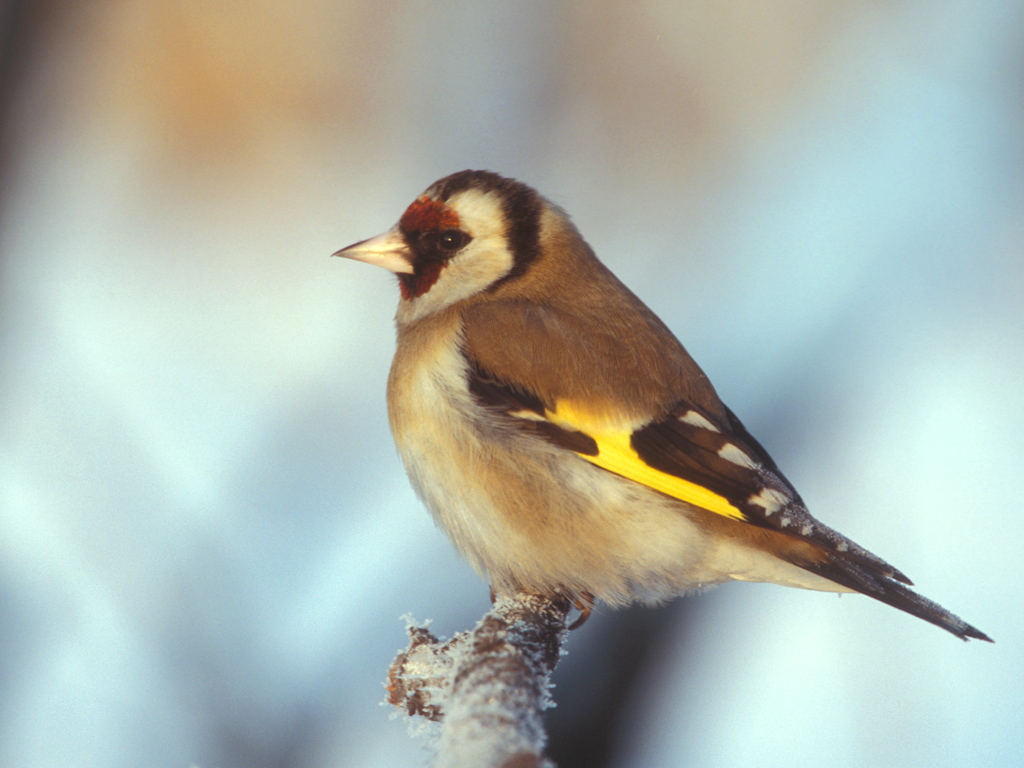
În mâna stângă a Pruncului se poate observa un pui de sticlete, simbol al patimilor sale.

Pictura care inspiră dragoste maternală și afecțiune o reprezintă pe Fecioara Maria alăptându-l pe Pruncul Iisus într-o încăpere cu două ferestre prin care se vede un peisaj. Fecioara pare calmă și fericită, iar Pruncul sănătos și sătul. Sfânta Maria are capul aplecat (poziție tipică tablourilor lui Da Vinci) spre băiatul cu privirea îndreptată spre un punct din exteriorul spațiului pictural, ceea ce reprezintă o chemare adresată spectatorului, care este atras în interiorul picturii și implicat într-un raport de comunicare directă cu imaginea sacră. Liniștea peisajului distant muntos reflectă vise umaniste cu omul Ideal și o viață Armonioasă. Ținuta Fecioarei dispune de un detaliu care era probabil comun în alăptarea de pe vremea Florenței renascentiste, dar care este văzut mai rar acum - există o deschizătură în materialul de pe piept care oferă un acces facil sânilor atunci când bebelușul trebuie să se hrănească. De asemenea se poate observa că Pruncul ține în mâna stângă un pui de sticlete, simbol al patimilor sale. În comparație cu Madona cu floare/Madona Benois (1478), în această compoziție se observă o detașare mai mare între figuri și fond și un clarobscur mai puțin direct, cu lumini și umbre care circulă mai ales pe chipuri, fără să se piardă în contururile estompate, modelând formele cu o forță excepțională, până când se creează efectul tridimensional, devenind aproape tangibile.

## Istoric și conservare

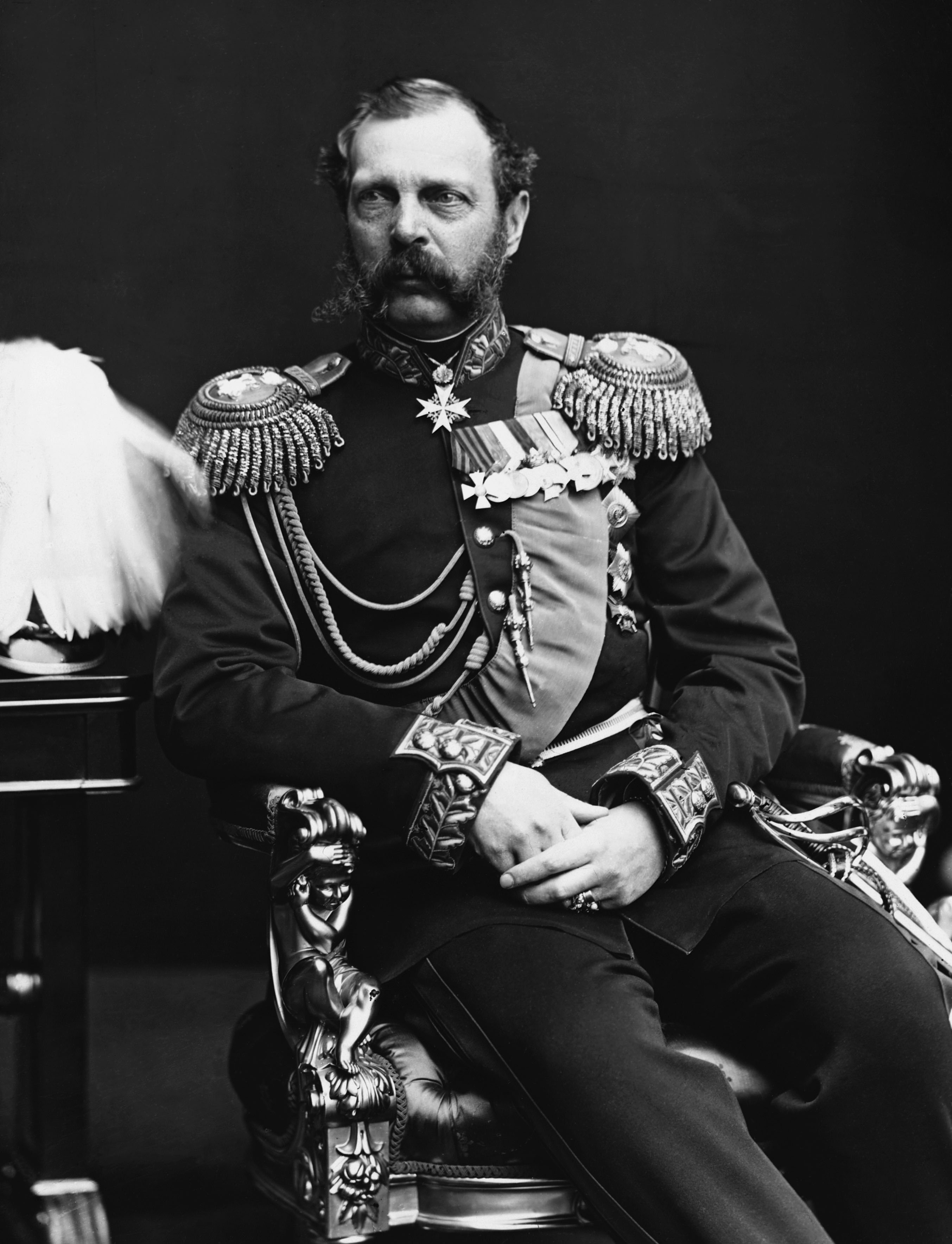
Alexandru al II-lea al Rusiei a cumpărat lucrarea în 1865 de la familia Litta și depozitat-o în Muzeul Ermitaj unde a fost transferată de pe lemn pe pânză.

Lucrarea a fost cel mai probabil pictată în Milano, Lombardia, la Curtea familiei Visconti care i-o comandase lui Leonardo, el mutându-se acolo în 1482. Artistul a folosit tempera, tehnică care n-a fost la fel de potrivită pentru efectele subtile de sfumato create ca atunci când lucra cu ulei. Prima restaurare a fost efectuată în 1495 de către un artist necunoscut din Milano. Pe la jumătatea secolului al XVII-lea, pictura a fost vândută familiei ducilor de Litta din Milano (de aici provenind și numele), iar, în 1865, ducele Antonio Litta a vândut-o țarului Alexandru al II-lea, care a plătit-o, se spune, cu o sumă echivalentă în prezent a 2,5 milioane de euro. Tabloul a fost depozitat în Ermitaj, unde se află și acum. Acesta a fost dispus spre vedere la expoziția „From Cimabue to Tiepolo” din 1935 de la Paris. În 1941 opera de artă a fost trimisă în Ekaterinburg, Sverdlovsk (vezi secțiunea „Asediul Leningradului” a articolului Muzeul Ermitaj), unde a rămas până în 1945. De la cel de-al Doilea Război Mondial a mai fost dusă la Paris (1962), Moscova (1962), Milano (expoziția numindu-se „From Leonardo to Tiepolo. The Italian Collection at the Hermitage”)/Madrid (1990) și Roma/Veneția (2003-04). De asemenea, pe 9 noiembrie 2011 se anunța începutul expoziției „Leonardo da Vinci: Painter at the Court of Milan” la National Gallery, Londra care cuprindea numai lucrări realizate de Da Vinci, printre care și Madona Litta. Fiind transferată de pe lemn pe pânză cu ocazia achiziționării din 1865, pictura a fost ultima dată conservată în 1953.

### Locația actuală

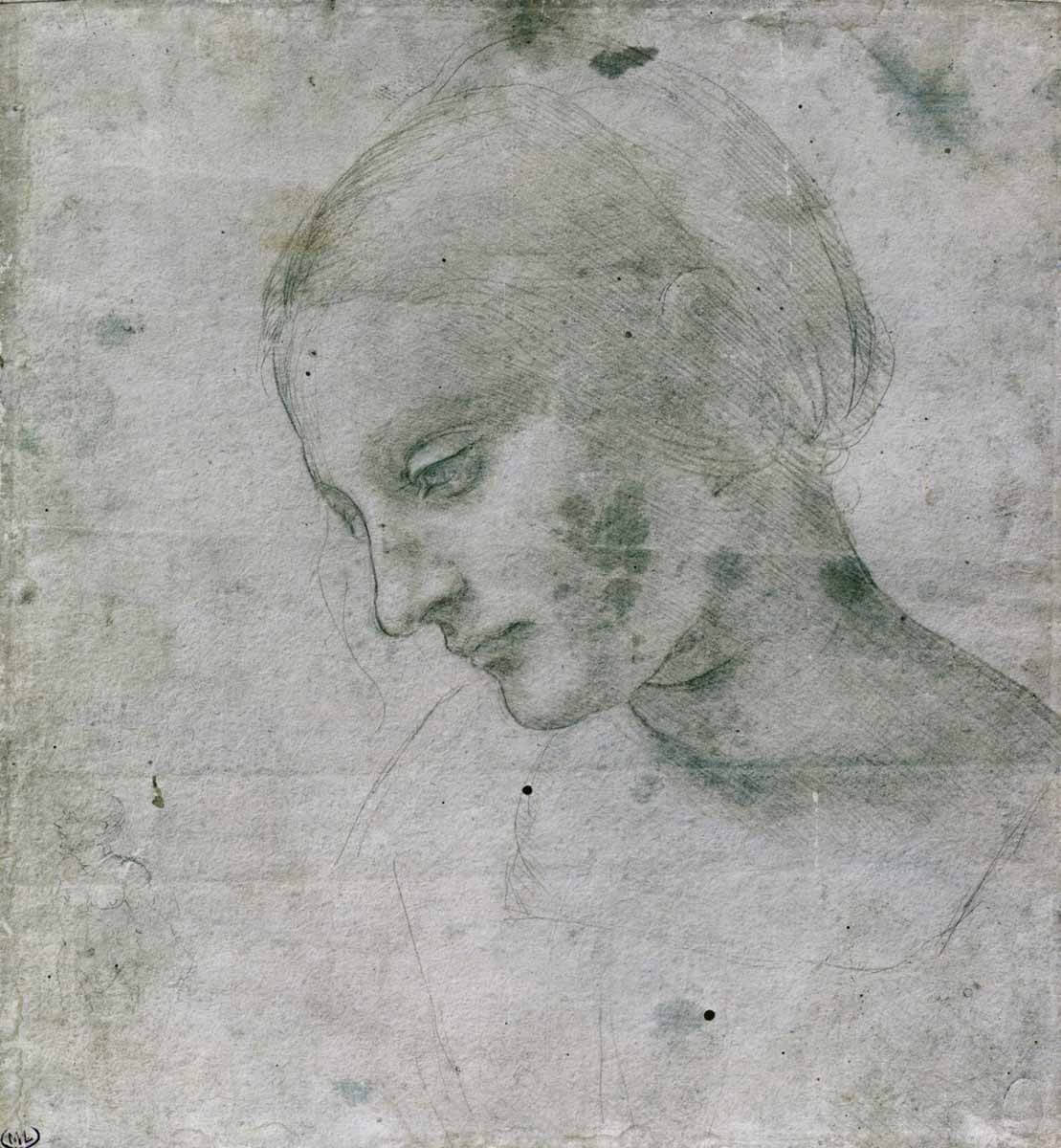
Cunoscuta schiță preliminară pentru capul Fecioarei realizată de Leonardo și aflată la Muzeul Luvru din Paris (18 × 16,8 cm)

Din încăperile principale al Vechiului Ermitaj face parte Sala lui Leonardo da Vinci, unde este expus tabloul Madona Litta alături de Madona cu floare/Madona Benois. Amenajarea contemporană a sălii ține din anul 1858, când, conform proiectului arhitectului A.I. Shtakenshneider, sunt schimbate destinația și ornamentul interioarelor Vechiului Ermitaj. Pe atunci, Sala făcea parte din șirul lung al camerelor de locuit, destinate oaspeților de onoare ai curții. În amenajarea acestei încăperi mari, cu două rânduri de ferestre, care au vedere spre Neva, Shtaenshneider a folosit motive ale stilului baroc francez din secolul al XVII-lea, fapt ce a condiționat caracterul monumental al decorului. Sala atrage atenția prin luxul pronunțat al amenajării și prin gama largă de culori.

### Recepție
Această operă de artă a întrunit idealurile perioadei de apogeu a Renașterii și s-a bucurat de o mare popularitate pe vremea lui Da Vinci. Prin urmare, există mai multe copii și interpretări libere realizate de ucenicii și adepții marelui maestru. Chiar dacă există un desen preliminar cu capul Fecioarei aflat la Luvru care să-l conecteze pe Leonardo cu această pictură, atribuirea ei artistului renascentist este un subiect controversat. În timpul primei perioade în care s-a aflat la Milano, pictorul a influențat profund un grup de artiști, așa-numiții leonardieni. Se crede că maestrul a făcut neîndemânatic compoziția, iar eleveul său Giovanni Antonio Boltraffio (căruia i se atribuie de asemenea 2 studii preliminatorii: unul aflat la Institut Néerlandais din Paris, iar altul la Staatliche Museum din Berlin) a luat pictura în grijă mai târziu (deși se spune că profesorul său a realizat capul Fecioarei). Opera a fost inițiată în 1480 și completată în 1490. Acest lucru este sugerat de câteva contururi aspre, poziția inconfortabilă a bebelușului și peisajul, care nu este un model standard ca în picturile Fecioara între stânci, Mona Lisa/Gioconda și Sfântul Ieronim. Conform criticului de artă John McEwen pictura ar putea fi atribuită și lui Ambrogio de Predis, un partener oficial sau contractant al lui Leonardo, însă David Alan Brown preferă să spună că lucrarea a fost realizată de Marco d'Oggiono, care s-a alăturat atelierului maestrului pe 7 septembrie 1490.
Lucrarea are o apariție scurtă în filmul din 2006 regizat de Ron Howard, Codul lui Da Vinci.